# Langenleuba-Niederhain
Langenleuba-Niederhain è un comune della Germania di 1 732 abitanti situato nel circondario dell'Altenburger Land in Turingia.

## Storia
Fino al 2018 il comune di Langenleuba-Niederhain era parte della Verwaltungsgemeinschaft Wieratal; da tale data il comune di Nobitz assunse il ruolo di "comune sussidiario" (Erfüllende Gemeinde) nei confronti di Langenleuba-Niederhain.